# Jean Barnabé
Jean Barnabe (nascido em 3 de março de 1949) é um ex-ciclista congolês. Representou sua nação em duas provas nos Jogos Olímpicos de Verão de 1968.